# ذكاء ميكافيلي

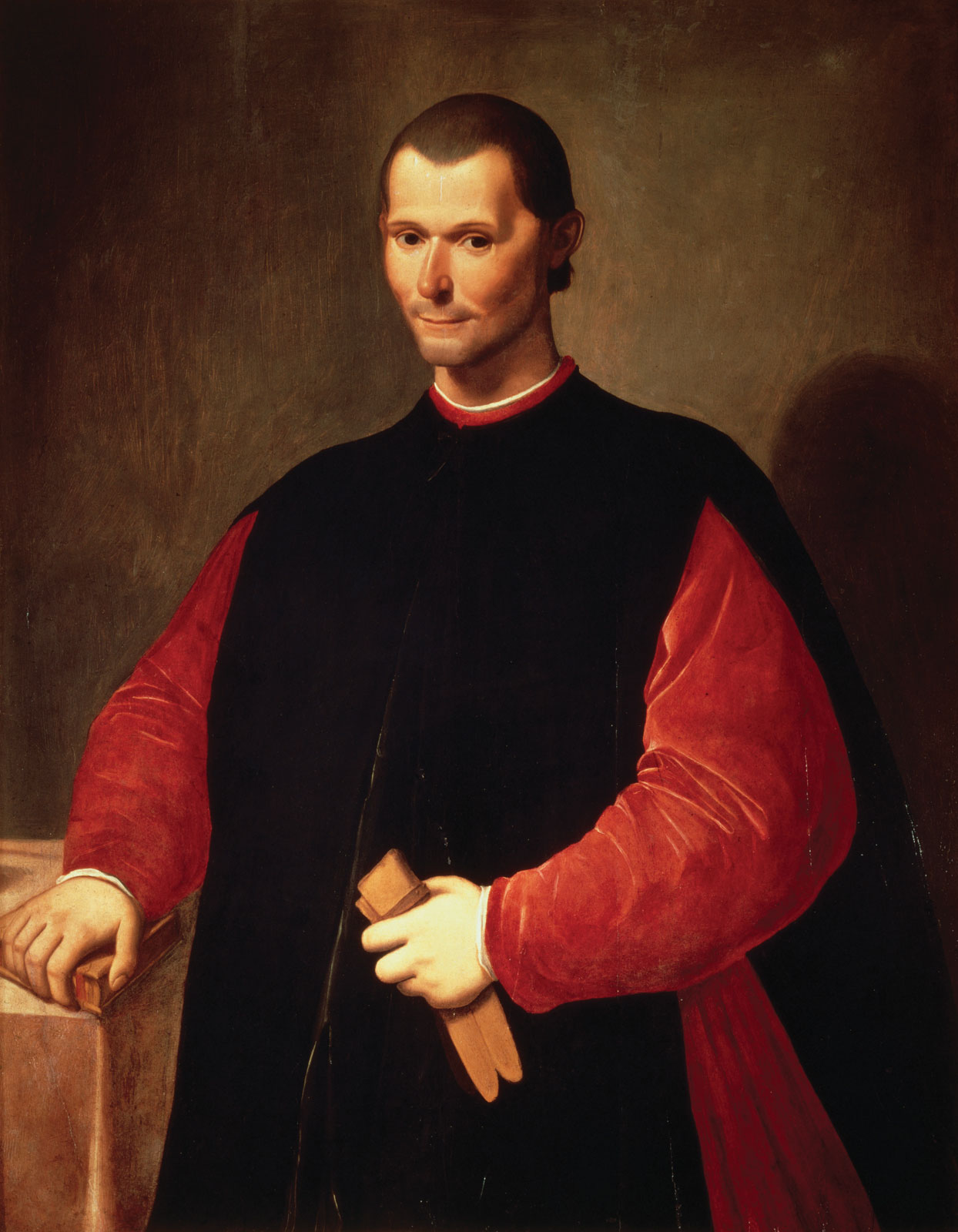
"يجب أن نتذكر أنه لا يوجد شيء أكثر صعوبة في التعامل، أو سلوك أكثر خطورة، أو أكثر ثقة في النحاج، من أخذ زمام المبادرة لإدخال نظام جديد للأشياء".
نيكولو مكيافيلي، الأمير

في علم الرئيسيات، يُعد الذكاء الميكافيلي (بالإنجليزية: Machiavellian intelligence)‏ قدرة الكائن الحي على المشاركة السياسية الناجحة مع المجموعات الاجتماعية. جاءت المقدمة الأولى لهذا المفهوم من كتاب "سياسة الشمبانزي" (1982) لفرانس دي فال، والذي وصف المناورة الاجتماعية مع اقتباس مكيافيلي الواضح.
تفترض هذه الفرضية أن تطور الأدمغة الكبيرة والقدرات المعرفية المميزة للإنسان حدثت بفعل المنافسة الاجتماعية الشديدة، حيث قام المتنافسون الاجتماعيون بتطوير استراتيجيات "ماكيافيلية" متطورة كوسيلة لتحقيق نجاح أعلى في الحياة الاجتماعية والإنجابية.

## سلوكيات الكائنات الحية
يمكن إثبات الذكاء الميكافيلي من خلال سلوكيات الرئيسيات بما في ذلك:
- اللوم والمغفرة.
- الكذب وقول الحقيقة.
- تكوين التحالفات وكسرها.
- تقديم الوعود والنكث بها؛
- صنع القواعد وكسرها
- الخداع والتضليل.

## الانتقادات

### عوامل الغذاء والمغذيات
انتقد عدد من الباحثين الادعاء القائل بأن الأدمغة الكبيرة مرتبطة بمجموعات اجتماعية كبيرة في الرئيسيات والحيتانيات، والتي تستند إليها فرضية الذكاء الميكافيلي لتجاهل توافر الغذاء كعامل مقيد مشترك لحجم الدماغ وحجم المجموعة الاجتماعية.[بحاجة لمصدر] بين الرئيسيات وكذلك الحوتيات، هناك بعض الأنواع الانتهازية التي تأكل معظم أنواع الطعام والأنواع الأخرى المتخصصة في أنواع معينة من الطعام، بالإضافة إلى الاختلافات في التوافر العام للغذاء بين المناطق الجغرافية المختلفة التي تعيش الحيوانات.
يقول بعض النقاد لفرضية الذكاء الماكيافيلي إن الأنواع التي يجب عليها تقليل استهلاك العناصر الغذائية بسبب فقر الغذاء أو التخصص في نوع نادر من الغذاء، يؤدي ذلك إلى تقليل حجم الدماغ الوسطي للأنواع التي تعيش في مجموعات أصغر، مما يجعل الأدمغة الكبيرة تبدو مرتبطة بالمجموعات الكبيرة بشكل خاطئ بسبب الأسباب المشتركة للبحث عن الغذاء الفرصي الغني بالعناصر الغذائية والإمدادات الغنية بالغذاء. ويشيرون هؤلاء النقاد أيضًا إلى أن "الاستثناءات" التي تتمثل في الرئيسيات ذات الأدمغة الصغيرة في مجموعات كبيرة عادة ما تتغذى على أطعمة وفيرة ولكنها فقيرة بالعناصر الغذائية (مثل أبو قلادة الذي يتغذى على العشب)، كما توقعت النماذج الغذائية، ويقولون إن الحاجة الفردية الأعلى للعناصر الغذائية التي يفرضها الدماغ الكبير تجعل المجموعات أصغر إذا كانت الأنواع لديها نفس درجة التخصص الهضمي والتوافر البيئي للغذاء.

## لمحة تاريخية
يشير المصطلح إلى الفرضية القائلة بأن التقنيات التي تؤدي إلى أنواع معينة من النجاح السياسي داخل مجموعات اجتماعية كبيرة قابلة للتطبيق أيضًا داخل مجموعات أصغر، بما في ذلك وحدة الأسرة. قدّم مصطلح "السياسة اليومية" لاحقًا في إشارة إلى هذه الأساليب المختلفة. تستند هذه الحجج إلى بحث أجراه علماء الرئيسيات مثل نيكولاس همفري (1975).

## مقالات ذات صلة
- نظرية اللعبة
- الميكافيلية (علم النفس)
- معضلة السجينين